# Mare Nostrum (film)
Mare Nostrum è un cortometraggio franco-siriano del 2016 scritto e diretto da Rana Kazkaz e Anas Khalaf. Il film, quasi completamente muto, affronta il tema della emigrazione vista dagli occhi di un padre siriano.

## Trama
Sulle sponde del Mediterraneo, un padre siriano prende una decisione che potrebbe mettere la sua bambina in pericolo di vita. La piccola deve imparare a nuotare e a trovare il coraggio di risalire in superficie. L’uomo decide di non insegnarglielo dolcemente e la lancia ripetutamente in mare.

## Produzione
I registi Rana Kazkaz e Anas Khalaf sono un marito e una moglie siriani con cittadinanza francese, che dopo lo scoppio della guerra civile siriana furono costretti a lasciare Damasco. Prima di questo film, avevano realizzato cinque cortometraggi. L'attrice che interpreta la bambina è la figlia dei registi. Inizialmente, la parte era stata data ad un'altra attrice, ma quando Ziad Bakri, che aveva già ottenuto la parte, fu invitato a cena a casa dei registi, questi si accorsero che l'attore andava molto d'accordo con la loro bambina e che avrebbero potuto interpretare perfettamente la parte del padre e della figlia. Il film è stato girato ad Aqaba, in Giordania, attuale paese di residenza dei registi.
Mare Nostrum, denominazione con la quale gli Antichi Romani indicarono il Mediterraneo, si riferisce anche all'Operazione Mare nostrum della Marina Militare Italiana, un'operazione di salvataggio nata per dare soccorso ai migranti in mare.

## Riconoscimenti
Lista parziale dei premi e candidature:
- 2018: Premi César – Candidatura al miglior cortometraggio
- 2017: Dubai International Film Festival – Candidatura al miglior cortometraggio
- 2017: American Film Institute – Candidatura al miglior cortometraggio live action
- 2017: Sundance Film Festival – Candidatura al gran premio della giuria
- 2017: Giffoni Film Festival – Miglior cortometraggio
- 2017: Middle East Now Festival – Premio NYU Firenze al miglior cortometraggio
- 2017: Odense International Film Festival – Candidatura al miglior cortometraggio
- 2017: BBC Arabic Festival – Miglior film
- 2017: Ibn Arabi International Film Festival – Gran premio giovani
- 2017: Festival de Cinéma Traversées Pays de Lunel – Gran premio al miglior cortometraggio
- 2017: Human Rights Arts and Film Festival – Miglior cortometraggio straniero
- 2017: Windy City International Film Festival – Miglior cortometraggio straniero
- 2017: Salute Your Shorts Festival – Miglior film drammatico
- 2017: Corto Weekend Sacro Monte Varese – Migliore attrice a Zayn Khalaf
- 2017: Manhattan Short – Medaglia di bronzo
- 2017: Festival del cinema di Tangeri – Premio speciale della giuria
- 2017: Festival du film de Saint-Paul-Trois-Châteaux – Premio Diritti Umani
- 2017: Ajyal Youth Film Festival – Miglior cortometraggio
- 2017: Ekadeshma International Short Film Festival – Miglior cortometraggio